# Itamar Ben Avi
Itamar Ben-Avi, nato Ben-Zion Ben-Yehuda (Gerusalemme, 31 luglio 1882 – New York, 8 aprile 1943), è stato un giornalista, editore ed esperantista israeliano.
Fu il primo parlante nativo della lingua ebraica in epoca moderna.

## Biografia
Figlio di Eliezer Ben Yehuda, il protagonista della rinascita della lingua ebraica, e di Devora Jonas, crebbe senza che gli fosse permesso di udire in casa altra lingua all'infuori dell'ebraico. In risposta alle richieste del bambino di avere amici con cui giocare, dato che i genitori gli impedivano di incontrare altri bambini che parlavano lingue diverse, fu a lui affidato un cane che il bambino chiamò "Maher" (in ebraico: "veloce"). I suoi tre fratelli morirono durante un'epidemia di difterite, e la madre di tubercolosi nel 1891. Itamar e la famiglia vennero banditi dalla comunità ultra-ortodossa, la quale non ammette l'uso pratico quotidiano dell'ebraico, che vede come una lingua sacra da impiegare soltanto per la preghiera e la lettura dei testi sacri. 

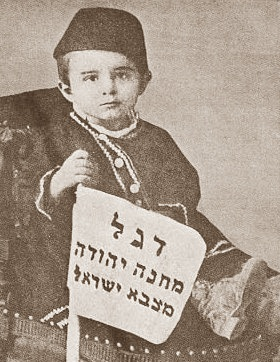
Itamar Ben Avi da bambino (anni '80 dell'800)

Il padre, dopo la morte della moglie, si risposò con la più giovane sorella di lei, la scrittrice Hemda Ben Yehuda (nata Paula Beila Jonas); quindi la zia di Itamar divenne la sua madrina. Dopo la morte della madre egli cambiò il nome in "Itamar", perché era il nome che i genitori in origine volevano dargli. Questo nome significa in ebraico "Isola dei datteri"; derivante dalla parola ebraica "tamar" (palma da datteri), che è un simbolo del sionismo. Come cognome scelse "Ben Avi"; perché "Avi" è la sigla di "Eliezer Ben Yehuda" (se scritto con i caratteri ebraici), e significa anche "mio padre": quindi "Ben Avi" significa "Figlio di mio padre".
All'età di 19 anni Ben Avi si recò in Europa e studiò presso le università di Parigi e Berlino. Ritornò in Palestina nel 1908 dove lavorò come giornalista e si unì al padre per redigere e scrivere giornali in ebraico.
Ben Avi sposò Leah Abushedid (1889-1982), nata a Gerusalemme da una famiglia ebraica benestante originaria del Marocco, conosciuta quando lui aveva 23 anni e lei 16. A causa delle di lui modeste condizioni economiche, la provenienza dalla comunità aschenazita anziché sefardita, e la differenza di età, i genitori di lei non approvavano il matrimonio. Con la speranza di convincerli pubblicò poesie che dichiaravano il suo amore per lei sul quotidiano HaOr (La luce). Dopo tre anni quando pubblicò una poesia sul tema del suicidio, essi cambiarono idea e permisero il matrimonio. Dopo due anni di negoziati sul contratto di matrimonio, si sposarono nel 1914. Ebbero tre figlie: Dror-Eilat (1917-1921), Drora (1922-1981) e Rina (1925-2016). Drora e Rina divennero trasmettitrici al radiogiornale.
Nel 1919 fondò un quotidiano in lingua ebraica dal titolo Droar HaYom (La posta del giorno) che diresse fino al 1929. Inoltre fu un attivista sionista e un incaricato del "Bnei Binyamin" e del "Fondo Nazionale Ebraico", per il quale lavorò come emissario in molti Paesi. Fu tra i fondatori della città di Netanya.
Nel 1939, a causa di sopraggiunte ristrettezze economiche e dunque in cerca di un reddito fisso, Ben Avi lasciò la famiglia e si trasferì negli USA per lavorare come rappresentante del "Fondo Nazionale Ebraico" nella città di New York; dove morì nel 1943 all'età di 60 anni, cinque anni prima della proclamazione dello Stato d'Israele. La sua salma fu riportata in Palestina per la sepoltura nel 1947, e venne interrata nel cimitero ebraico del Monte degli Ulivi a Gerusalemme.

### L'attività giornalistica e letteraria

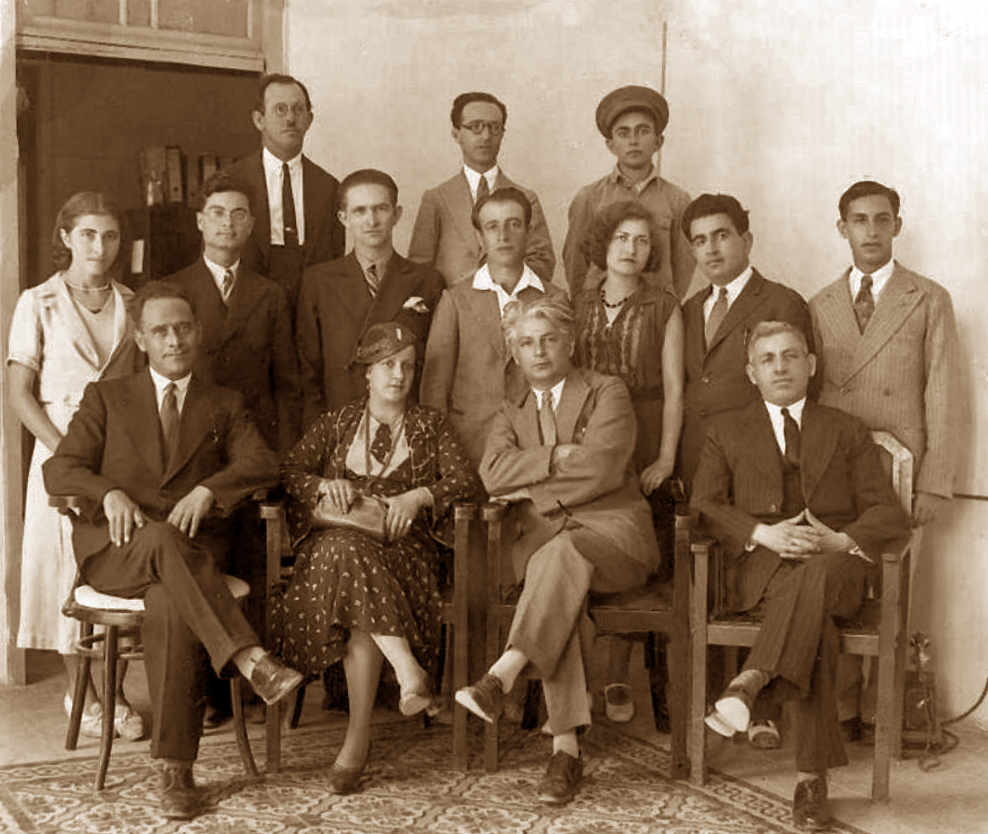
La redazione del giornale Doar Hayom

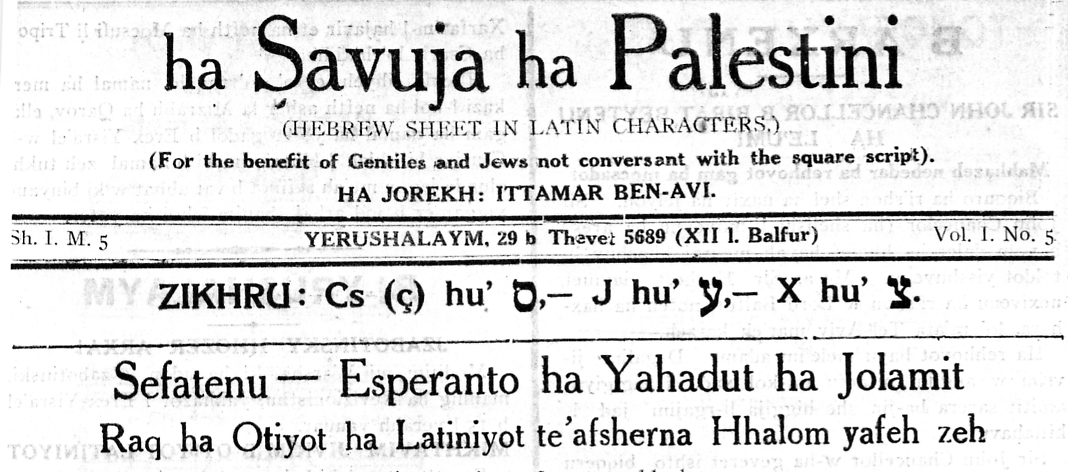
Il settimanale Ha Şavuja ha Palestini (trascrizione moderna: ha-Shavua ha-Palestini), 11 gennaio 1929

Fu caporedattore e giornalista del quotidiano Doar haYom (La posta del giorno), allora l'equivalente ebraico del quotidiano britannico Daily Mail, dal 1920 al 1933. Nei suoi numerosi articoli da opinionista e commentatore sostenne, tra le altre cose, l'uso più ampio possibile dell'esperanto come lingua ausiliaria internazionale.
Tentò la promozione dell'alfabeto latino, da lui adattato alla lingua ebraica, al posto del tradizionale alfabeto ebraico, perché più preciso per rappresentare i suoni della lingua, in quanto l'alfabeto ebraico indica soltanto le consonanti (Abjad), e impiega alcune consonanti anche per rappresentare le vocali principali (Mater lectionis). Tuttavia questo tentativo non ebbe successo a causa della forte tradizione che lega l'alfabeto alla lingua fin dai tempi dello scriba Esdra (ca. 500 a.C.).
Scrisse una biografia in lingua ebraica del padre, intitolata Avi (Mio padre), che fece stampare in caratteri latini. Promosse e redasse due settimanali, di breve durata, sempre in caratteri latini: il primo s'intitolava Hashavua Hapalestini (La settimana della Palestina, 1928), il secondo Dror (Libertà, 1934).